# Мустафаев, Абдул-Басир
Мустафаев Абдул-Басир хаджи (1865, Нижнее Казанище, Темир-Хан-Шуринский округ, Дагестанская область, Российская империя — 1932, Хамаматюрт, Бабаюртовский район, ДАССР, СССР) — известный учёный арабист, религиозный и общественно-политический деятель начала XX века. В 1919 году назначен Шейх-уль исламом Дагестана, председатель Шариатского суда.

## Биография
Родился в селе Нижнее Казанище в семье почётного узденя Дады из рода Шартилерь, мать Сюйду, сестра богатого помещика Патали Тонаева. По национальности кумык. Умер в селе Хамаматюрт Бабаюртовского района за 2 часа до ареста. Похоронен в селе Нижнее Казашище, Буйнакского района.

## Общественная деятельность
Абдул-Басир хаджи, один из известных религиозных деятелей Дагестана в период гражданской войны и установления Советской власти. В 1915—1917 годы полковой мулла в кавалерийском корпусе. В 1917 году депутат первого горского съезда, член духовного совета от Дагестанской области, совместно с Нажмудином Гоцинским, которого на съезде выбрали муфтием Северного Кавказа, и Джамалутдином-кади Карабудахкентским. В дальнейшем отошёл от идей горского правительства, в программе которого было создание независимой Горской Республики. Был резким противником Н.Гоцинского в его стремлении создать в Дагестане новый имамат. Не принял и Советскую власть, по своим политическим идеям, был сторонником вхождения Дагестана на правах широкой автономии в состав России, без большевиков. В 1917 году, один из организаторов «Милли комитета» Исмаилов Мустафа-кади на открытом собрании призвал; «Мы поручаем провести шариат в Дагестане учёным; шейху Али-хаджи Акушинскому и Казанищенскому улему Абдулу-Басир хаджи и разделяем мнение этих двух богословов, относительно проведения шариата и улучшения быта мусульман». Перед выступлением на сходе в Казанище Нажмутдина Гоцинского в 1918 году, между ним и Абдул-Басир-хаджи случился конфликт. Как отмечает в своей книге Махмуд Гаджиев; «Виновником конфликта, был сам Гоцинский, который первым насмехался над Абдулбасиром-хаджи, припомнив ему службу в Российской армии в первую мировую (Абдул-Басир-хаджи, был полковым муллой)-»Да, я служил России и горжусь этим, и твой отец Нажмудин сначала предал Шамиля, потом то же служил России"-выпалил Абдул-Басир: Эти слова в свой адрес, привели в ярость Нажмудина, он хотел броситься на обидчика, только вмешательство других, предотвратил конфликт, Нажмудину пришлось громко заявить толпе: «Мой отец, никогда не предавал Шамиля, это слухи, которые распускают социалисты и большевики». Впоследствии большевистские агитаторы и пропагандисты часто использовали этот аргумент в своих выступлениях и листовках против Гоцинского.

## В годы Гражданской войны
15 июля 1919 года в приказе правителя Дагестана генерала М.Халилова о лишении звания шейх-уль-ислама Али-Хаджи Акушинского, написано; «Во имя справедливости, во имя народного блага, я, Правитель Дагестана, объявляю всему народу дагестанскому, что Али-Хаджи Акушинский, как изменник, явившийся причиной народных бедствий и обагривший руки в крови своих братьев мусульман, не Шейх-уль-ислам, а давно уже лишён этого звания. Временно, до избрания народным съездом, мною уже назначен Шейх-уль-исламом Абдул-Басир Гаджи Мустафаев. Призываю народ во всех делах Шариата исполнять повеления Шейх-уль-ислама Абдул-Басира Гаджи Мустафаева».. 21 сентября 1919 года временный шейх-уль-ислама Дагестана Абдул-Басир хаджи обратился с письмом к Али-хаджи Акушинскому и Осману Османову, начальнику повстанческого штаба, с предложением прекратить кровопролитную борьбу против Деникина и заключить мир. Это предложение подтолкнуло позже Али-хаджи Акушинского к переговорам с деникинцами, об условиях заключения мира. Принимая во внимание лишения и крайнее истощение дагестанского народа, он пошёл на этот шаг, с другой стороны он стал опасаться всё усиливающейся роли большевиков в Совете Обороны и приближения Красной Армии к границам Дагестана. В силу целого ряда причин переговоры не дали успеха.. В 1919 году Мустафаев Абдул-Басир-хаджи был назначен председателем Военно-шариатского суда, многие историки Советского времени обвиняли именно его, что он подписался под приговором У.Буйнакскому, недавно опубликованные воспоминания Абусуфьяна Акаева, говорят, что подписались другие члены военно-шариатского суда, а именно Гебек Аварский, ярый контрреволюционер, и некий Ибрагим Дурангинец.

## Последние годы жизни
В период утверждения Советской власти в Дагестане был вынужден скрываться от органов ВЧК-ОГПУ, умер своей смертью за два часа до ареста, по рассказам очевидцев, после каждого намаза (молитвы), просил Всевышнего поскорей предстать перед Ним, чем перед чекистами, так оно и случилось.

## Семья
Все дети Абдул-Басир-хаджи умерли в младенчестве, родной брат Мустафа репрессирован в 30-е годы, сёстры: 
1. Нюржаган, была первой женой Данияла Апашева, умерла при родах.
2. Умрахиль, была женой Бексултана Апашева, приговорен к расстрелу в 1933 году.
3. Умзахрат, была женой Ибрагима Тонаева, приговорен «тройкой» к расстрелу в 1937 году.